# Ralf Böhme (Musiker)
Ralf Böhme (* 18. April 1963 in Meiningen, von 1988 bis 1997 Ralf Bostelmann-Böhme) ist ein deutscher Musikproduzent und Komponist.

## Leben
Ralf Böhme studierte von 1983 bis 1985 Fagott an der Hochschule für Musik „Hanns Eisler“ Berlin und von 1986 bis 1989 Klavier und Tonsatz an der Musikschule Friedrichshain in Ost-Berlin. In der zweiten Hälfte der 1970er Jahre gründete er mit dem Gitarristen André Drechsler die deutsche Pop-Band Jessica, in der er als Keyboarder spielte und zusammen mit Drechsler alle Songs komponierte. 1988 stieg er bei Jessica aus und ist seitdem als Komponist von Bühnen- und Filmmusiken sowie Musikproduzent, u. a. von André Herzberg, Keimzeit, Karat, Hansi Biebl und Hans-Eckardt Wenzel tätig. In den letzten Jahren wandte er sich der Komposition von sogenannter E-Musik zu. In der Spielzeit 2012/13 dirigierte er in der Werkstatt der Staatsoper im Schillertheater Wolfgang Mitterers Das tapfere Schneiderlein.

## Diskografie

### Alben
- 1986: Spieler (mit Jessica, Amiga)
- 1989: Tino (mit Tino Eisbrenner, Amiga)

### Produktionen (Auswahl)
- 1991: André Herzberg, André Herzberg, K&P Musik Berlin (BMG Ariola)
- 1993: Keimzeit, Bunte Scherben, K&P Musik Berlin (BMG Ariola)
- 1994: André Herzberg, Tohuwabohu, K&P Musik Berlin (BMG Ariola)
- 1995: Karat, Die geschenkte Stunde, K&P Musik Berlin (BMG Ariola)
- 1996: Gogow, Eisbrenner, Morgenstern, Der wilde Garten, cooleur Gibellina-Arts AG Baden
- 1998: Hansi Biebl, Unter den Wolken, Buschfunk
- 1998: H. E. Wenzel, Traurig in Sevilla, Buschfunk
- 1999: H. E. Wenzel, Schöner Lügen, Conträr Musik Lübeck
- 2001: Wenzel und Band, Grünes Licht, Conträr Musik Lübeck
- 2003: H. E. Wenzel, Ticky Tock – Wenzel singt Woody Guthrie, Conträr Musik Lübeck

## Werke (Auswahl)

### Kammermusik
- 2 Konzertetüden für Fagott, UA 2006
- Sonate für Violine, 3 Fagotte und Kontrafagott, UA 2008, Berlin[5]
- Fünf Stücke für Tuba, Fagott und Klavier, UA 2009, Berlin
- Tall Tales für Oboe, Fagott und Klavier, 2011[6]

### Arrangements
- Moskau, Tscherjomuschki, Musikalische Komödie von Dmitri Schostakowitsch, Staatsoper Unter den Linden, 2012[7]